# On the Run Tour
On The Run Tour foi uma turnê co-estrelada pela cantora americana Beyoncé e o rapper Jay-Z. A turnê conjunta ocorreu logo depois que os dois haviam terminado suas próprias turnês solo — "The Mrs. Carter Show World Tour" e "Magna Carter World Tour" (2013-2014), e veio em suporte dos álbuns Beyoncé e Magna Carta Holy Grail. O nome turnê surgiu da canção deste último álbum — "Part II (On the Run) feat. Beyoncé", de Jay-Z. Um cartaz oficial para a turnê foi lançado juntamente com o anúncio da turnê, mostrando o casal se abraçando vestidos com máscaras de esqui pretas.
Para promover a turnê, um falso trailer de um filme estreou em maio 2014 intitulado "Run" (estilizado como "RUN"). O vídeo, que apresenta oito celebridades, mostra o casal em cenas de ação e situações perigosas. A turnê em si girou em torno deste mesmo tema, com interlúdios de vídeo semelhantes incorporados na produção do show. Os críticos geralmente elogiaram a tour, elogiando a lista extravagante, tema dinâmico e detalhado e as habilidades de desempenho dos dois artistas, no entanto alguns sentiram falta da química entre o casal na tour
Devido à grande demanda e os bilhetes se esgotando em minutos em vários locais, as datas dos shows extras foram adicionados. A turnê se tornou um grande sucesso comercial, arrecadando US$ 95 milhões nos seus primeiros 19 shows nos Estados Unidos e 109,7 milhões dólares no total, A turnê foi a 5ª maior bilheteria de 2014, de acordo com a Pollstar. O show foi transmitido na íntegra em 20 de setembro de 2014, pela rede de TV americana HBO, após a gravação dos dois concertos em Paris, França, onde foi concluída a turnê.
No dia 05 de Março de 2018, Beyoncé anunciou através de sua página oficial no Facebook a "On The Run II Tour", porém logo em seguida o evento foi excluído de sua conta. Mesmo assim, a turnê aconteceu no 2º semestre de 2018.

## Repertório
Esta lista é referente ao primeiro show em East Rutherford, New Jersey. A mesma não reflete os restantes concertos da turnê.
1. "'03 Bonnie & Clyde"
2. "Upgrade U"
3. "Crazy in Love" (contém elementos de "Back That Azz Up" and "Show Me What You Got")
4. "Diamonds from Sierra Leone"
5. "I Just Wanna Love U (Give It 2 Me)"
6. "Tom Ford"
7. "Run the World (Girls)"
8. "Flawless"
9. "Yoncé"
10. "Jigga My Nigga"
11. "Dirt off Your Shoulder"
12. "Naughty Girl" (contém elementos de "Inta Omri" by Umm Kulthum) / "Big Pimpin'"
13. "Ring the Alarm"
14. "On to the Next One"
15. "Clique" / "Diva" (contém elementos de "Clique")
16. "Baby Boy"
17. "U Don't Know"
18. "Haunted"
19. "No Church in the Wild"
20. "Drunk in Love"
21. "Public Service Announcement"
22. "Why Don't You Love Me"
23. "Holy Grail"
24. "FuckWithMeYouKnowIGotIt"
25. "Beach Is Better" / "Partition"
26. "99 Problems"
27. "If I Were a Boy" / "Ex-Factor"
28. "Song Cry"
29. "Resentment (canção de Victoria Beckham)"
30. "Love On Top"
31. "Izzo (H.O.V.A.)"
32. "Niggas in Paris"
33. "Single Ladies (Put a Ring on It)"
34. "Hard Knock Life (Ghetto Anthem)"
35. "Pretty Hurts"
36. "Part II (On the Run)"

Encore
1. "Young Forever" / "Halo"

## Datas
| Data                   | Cidade          | País           | Local                    | Público           | Receita      |
| ---------------------- | --------------- | -------------- | ------------------------ | ----------------- | ------------ |
| 25 de junho de 2014    | Miami           | Estados Unidos | Sun Life Stadium         | 49,980 / 49,980   | $5,450,026   |
| 28 de junho de 2014    | Cincinnati      | Estados Unidos | Great American Ball Park | 37,863 / 37,863   | $4,250,931   |
| 1 de julho de 2014     | Boston          | Estados Unidos | Gillette Stadium         | 52,802 / 52,802   | $5,738,114   |
| 5 de julho de 2014     | Filadélfia      | Estados Unidos | Citizens Bank Park       | 40,634 / 40,634   | $5,141,381   |
| 7 de julho de 2014     | Baltimore       | Estados Unidos | M&T Bank Stadium         | 51,212 / 51,212   | $5,016,036   |
| 9 de julho de 2014     | Toronto         | Canadá         | Rogers Centre            | 48,029 / 48,029   | $4,943,390   |
| 11 de julho de 2014    | East Rutherford | Estados Unidos | MetLife Stadium          | 89,165 / 89,165   | $11,544,187  |
| 12 de julho de 2014    | East Rutherford | Estados Unidos | MetLife Stadium          | 89,165 / 89,165   | $11,544,187  |
| 15 de julho de 2014    | Atlanta         | Estados Unidos | Georgia Dome             | 48,938 / 48,938   | $5,210,602   |
| 18 de julho de 2014    | Houston         | Estados Unidos | Minute Maid Park         | 40,103 / 40,103   | $5,235,438   |
| 20 de julho de 2014    | New Orleans     | Estados Unidos | Mercedes-Benz Superdome  | 42,374 / 42,374   | $5,206,490   |
| 22 de julho de 2014    | Arlington       | Estados Unidos | AT&T Stadium             | 41,463 / 41,463   | $5,050,479   |
| 24 de Julho de 2014    | Chicago         | Estados Unidos | Soldier Field            | 50,035 / 50,035   | $5,783,396   |
| 27 de Julho de 2014    | Winnipeg        | Canadá         | Investors Group Field    | 29,542 / 29,542   | $3,187,580   |
| 30 de Julho de 2014    | Seattle         | Estados Unidos | Safeco Field             | 40,615 / 40,615   | $4,339,642   |
| 2 de Agosto de 2014    | Pasadena        | Estados Unidos | Rose Bowl                | 96,994 / 96,994   | $10,993,245  |
| 3 de Agosto de 2014    | Pasadena        | Estados Unidos | Rose Bowl                | 96,994 / 96,994   | $10,993,245  |
| 5 de Agosto de 2014    | San Francisco   | Estados Unidos | AT&T Park                | 73,020 / 73,020   | $8,887,539   |
| 6 de Agosto de 2014    | San Francisco   | Estados Unidos | AT&T Park                | 73,020 / 73,020   | $8,887,539   |
| 12 de setembro de 2014 | Paris           | França         | Stade de France          | 147,012 / 147,012 | $13,631,722  |
| 09 de setembro 2020    | Paris           | França         | Stade de France          | 147,012 / 147,012 | $13,631,722  |
| Total                  | Total           | Total          | Total                    | 979,781 / 979,781 | $109,610,198 |